# Jakub Więzik
Jakub Więzik (ur. 15 lipca 1991 w Bielsku-Białej) – polski piłkarz występujący na pozycji napastnika.

## Kariera klubowa
Więzik rozpoczął swoją karierę w juniorach Podbeskidzia Bielsko-Biała. Przed sezonem 2009/2010 trafił na roczne wypożyczenie do młodzieżowej drużyny Śląska Wrocław, by po jego zakończeniu przejść do tego klubu na zasadzie transferu definitywnego. Pierwszym sezonem w seniorskiej piłce były dla Więzika rozgrywki 2011/2012, które spędził na wypożyczeniu do pierwszoligowego Górnika Polkowice - rozegrał dla tego klubu 20 ligowych spotkań i strzelił w nich dwie bramki. 
Sezon 2012/2013 Więzik również rozpoczął na wypożyczeniu do 1. Ligi - w trakcie rundy jesiennej tych rozgrywek wystąpił w 16 meczach ŁKS-u Łódź i zaliczył w nich cztery trafienia. Przed rundą wiosenną Więzik powrócił do Śląska Wrocław, rozgrywając dla niego trzy spotkania w Ekstraklasie (debiut w tych rozgrywkach zaliczył 5 maja 2013 roku w meczu z Pogonią Szczecin), zostając również jej brązowym medalistą oraz finalistą Pucharu Polski.
W trakcie rundy jesiennej sezonu 2013/2014 Więzik wystąpił w siedmiu meczach Ekstraklasy oraz w dwóch spotkaniach eliminacji Ligi Europy, w żadnym z nich nie zapisując się jednak na listę strzelców. Przed rundą wiosenną Więzik trafił na wypożyczenie do drugoligowej Pogoni Siedlce, zaliczając w jej barwach 8 występów i nie strzelając żadnej bramki.  
Po zakończeniu wypożyczenia do Pogoni Więzik definitywnie rozstał się ze Śląskiem i podpisał kontrakt z występującym na czwartym poziomie rozgrywkowym niemieckim FC Carl Zeiss Jena. Na początku 2016 roku przeszedł do innego niemieckiego klubu - ZFC Meuselwitz. Przed sezonem 2017/2018 Więzik związał się z występującym w słowackiej ekstraklasie 1.FC Tatran Prešov, by po pół roku odejść do występującego na tym samym poziomie rozgrywkowym FK Železiarne Podbrezová. Przed sezonem 2019/2020 Więzik wrócił do Polski, zostając piłkarzem czwartoligowej Spójni Landek.